# Andruha
Andruha (ukr. Андруга) – wieś na Ukrainie w rejonie krzemienieckim należącym do obwodu tarnopolskiego.